# Centrale termoelettrica "Eugenio Montale"

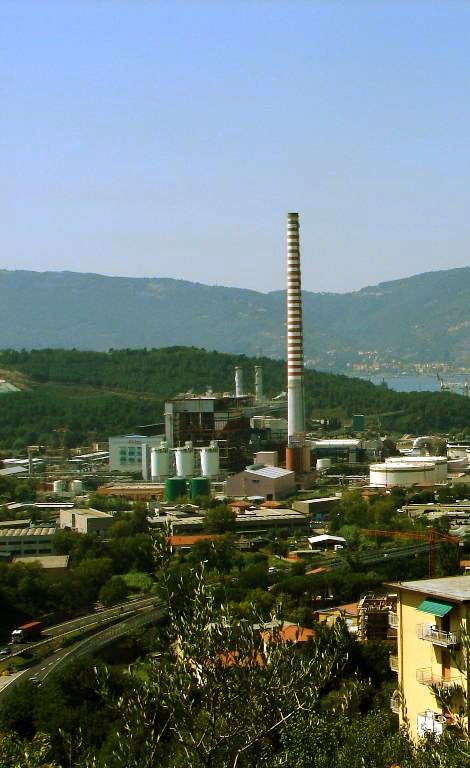
La centrale termoelettrica "Eugenio Montale" presso La Spezia, tra le maggiori in Italia per potenza, in grado di erogare circa, in servizio dal 1962.

La centrale termoelettrica "Eugenio Montale" è situata nella zona industriale del comune di La Spezia. È stata inaugurata nel 1962 con il nome Edison-Volta, alimentata a olio combustibile e successivamente trasformata per bruciare carbone.
Nel marzo 2021 il Consiglio Comunale di La Spezia ha approvato a larga maggioranza una variante al Piano urbanistico comunale che non solo vieta l'attività dei gruppi a carbone, ma anche la trasformazione in una centrale a turbogas.
Il 22 dicembre 2021 è stato definitivamente spento il gruppo SP3 alimentato a carbone.

## Descrizione
La centrale, costituita da due sezioni a ciclo combinato ed una sezione a ciclo convenzionale, è di proprietà dell'Enel S.p.a., con una potenza installata pari a 1,3 gigawatt produce da sola quasi il 3% del fabbisogno energetico nazionale.
L'impianto fu inaugurato nel 1962 dall'allora Presidente della Repubblica Segni come il più grande d'Italia e il secondo in Europa in ragione della sua potenza produttiva di 1835 megawatt a carbone.
In origine era composto da quattro sezioni a ciclo convenzionale: I 310 MW, II 325 MW, III 600 MW, IV 600 MW. Solo negli anni novanta, a seguito delle richieste dei cittadini e delle amministrazioni locali, la centrale fu oggetto di una parziale riconversione e di un depotenziamento: il referendum popolare consultivo tenutosi nel 1990 sanciva l'uso del metano come "combustibile prevalente" nella fase transitoria, tra un modello di uso dei combustibili fossili a quello delle energie rinnovabili.
Il 13 novembre 1997, con l'intervento del sindaco medico-cardiologo Lucio Rosaia (che, quale prima autorità sanitaria, aveva emesso ordinanza di chiusura temporanea della centrale), i due enti Comune di La Spezia ed Enel firmano una convenzione che prevede investimenti per 675 miliardi di lire per adeguamenti ambientali della centrale termoelettrica di La Spezia-Vallegrande: la costruzione di un unico complesso di desolforazione e denitrificazione per una potenza di 600 MW, che verrà utilizzato alternativamente ed esclusivamente da una delle due sezioni da 600 MW alimentate prevalentemente a carbone, e la trasformazione delle altre due sezioni da 310 e 325 MW in impianti a ciclo combinato.
In sintesi, la Centrale “Eugenio Montale” è costituita da tre sezioni termoelettriche: SP1, ciclo combinato da 345 MW alimentato con gas naturale; SP2, ciclo combinato da 337 MW alimentato con gas naturale; SP3, ciclo convenzionale da 600 MW alimentato prevalentemente a carbone.
Dopo la riconversione, la centrale è costituita da tre gruppi: due che funzionavano a carbone sono completamente convertiti a metano per circa 700 MW di potenza installata, mentre solo il terzo è rimasto a carbone/olio combustibile. Il gruppo a carbone, con i suoi 600 MW e un consumo stimato di 1 200 000 tonnellate di carbone/anno, è il secondo in Italia per potenza installata (insieme alla centrale di Torrevaldaliga Nord e dopo gli impianti di Brindisi), è munito dei più sofisticati metodi di abbattimento degli inquinanti desolforatore, denitrificatore e precipitatore elettrostatico per il particolato ed una ciminiera alta 226 metri. La ciminiera fu costruita in soli 55 giorni nel 1967 senza impiegare alcuna incastellatura interna o esterna e fu per l'epoca la più alta d'Europa. La ciminiera ha un diametro di 16 metri alla base e 8,5 metri alla sommità, mentre le pareti sono spesse appena 92 cm alla base e 20 cm alla sommità.
I due gruppi che sono stati convertiti a metano sono stati costruiti dalla Fiat Avio, e funzionano in un ciclo combinato in cui in una prima fase si utilizza una turbina a gas e in una seconda fase i fumi vengono inviati ad un generatore di vapore convenzionale.
Per i fumi emessi da questo gruppo, nella centrale è stato installato un moderno impianto di depurazione a precipitatori elettrostatici, mentre la città è dotata di centraline di monitoraggio del livello di polveri sottili e altri parametri d'inquinamento.
Nel 1991 il sindaco Burrafato chiuse la centrale per violazione della legge Merli sugli scarichi termici. La normativa fu in seguito modificata, lasciando invariati i limiti che da misure puntuali diventavano valori medi da riscontrare in un ampio arco marino. La centrale fu riaperta.
Dopo anni di proteste, nel '97, l'amministrazione comunale ottenne il depotenziamento da ENEL da 1800 MW a 1200 MW.
Dal 2007 vi è uno scontro acceso tra le forze politiche locali e parte della popolazione riguardo alla possibilità di conferire il CDR nelle caldaie della centrale, per chiudere il ciclo dei rifiuti, idea successivamente abbandonata dalla stessa Enel.
Il 6 settembre 2013 la procedura di rilascio della autorizzazione integrata ambientale (AIA) si conclude in fase di conferenza di servizi, consentendo l'esercizio della centrale nel rispetto delle leggi vigenti (limiti di emissioni più restrittivi di quelli europei) e tuttavia con le seguenti note prescrittive: 
- "Si prescrive l’implementazione di campagne annuali di monitoraggio delle deposizioni atmosferiche, da realizzarsi con ARPAL e Amministrazione Comunale, per il dosaggio di metalli (As, Pb, Cd, Ni, V, Cu, Cr, Mn, Hg e Tl), IPA cancerogeni, diossine e furani e PCB, con particolare riferimento a dioxin like. Anche garantendo la piena collaborazione con Enti Locali ed ARPAL per l’attualizzazione dell’esistente PRQA";
- "Considerata l'importanza delle attività di scarico, movimentazione, stoccaggio e manipolazione del carbone quale sorgente di inquinamento è auspicabile una verifica dell'efficacia delle iniziative adottate che consenta alle Autorità locali competenti una corretta gestione dei rischi per la salute. Si prescrive pertanto al Gestore, d'intesa con Arpal e Amministrazione comunale, l'attivazione di periodiche campagne di monitoraggio che, anche adottando tecniche di source apportionment, analizzino le deposizioni atmosferiche nelle aree prospicienti gli impianti in relazione alle potenziali sorgenti"[10]. Successivamente, il comune della Spezia sottoscrive una convenzione socio-economica con ENEL che prevede un rimborso di svariati milioni di euro da utilizzare in opere pubbliche e la cessione di alcune aree da destinare ad altre attività industriali, presumibilmente portuali.

Nel 2015 Enel ne ha annunciato la dismissione entro il 2020.
L'impianto viene candidato come sito di costruzione del Centro di Ricerca Internazionale sulla fusione nucleare, ma, ad aprile 2018, l'ENEA sceglie la ex centrale di Frascati.
A dicembre 2018 la centrale è entrata a far parte di Futur-E, il programma di dismissioni e riqualificazioni lanciato dal gestore elettrico a livello nazionale.
A giugno del 2019 Enel ha proposto al Comune di La Spezia, alla comunità locale e alle associazioni ambientaliste un progetto di riconversione nella centrale a turbogas/ciclo combinato (centrale termoelettrica a ciclo combinato). Quest'ultimo scenario promette di aumentare il rendimento elettrico, riducendo la temperatura media dei fumi inquinanti, ma non i loro costituenti anche in vista di un completo abbandono del carbone.
Il piano di Enel prevede un investimento di 500 milioni di euro in un'area di «produzione e stoccaggio» complessiva di 26 ettari a fronte dei 70 attuali, un impiego occupazionale di 30-40 maestranze per la gestione della centrale esistente e di un nuovo gruppo a turbogas dalla potenza di targa installata pari a 800 MW. L'area di 26 ettari prevede la destinazione di:
- circa dieci ettari per il gruppo a turbogas "di nuova generazione", dei quali solo 6 secondo ENEL sono strettamente relativi all'impianto. Il progetto prevede la contestuale installazione di una serie di accumulatori dell'energia - piuttosto rari in Italia fino ad alcuni or sono -, che dovrebbero immettere in rete la potenza elettrica ricevuta dal gruppo a turbogas e a carbone al fine di coprire i picchi della domanda di rete e assicurare la continuità dell'erogazione, evitando distacchi selettivi -programmati e non- dell'energia in alcuni tratti[16] a minore densità di utenze di tipo industriale e residenziale, e quindi potenzialmente meno impattate dai frequenti disservizi (es. La Spezia[senza fonte]);
- 16 ettari per l'attivazione di impianti di «energie rinnovabili, sistemi di accumulo dell'energia, impianti fotovoltaici» e un pacchetto di servizi di compensazione da concordarsi con il territorio.[17] e il grado di tossicità dei loro componenti.

Al 2019, la stima approssimativa è quella di un consumo di gas "naturale" equivalente ad un valore di 3 milioni di euro al giorno.
Il 13 dicembre 2021, il ciclo a carbone è stato riacceso su richiesta di Terna per "garantire la continuità del servizio e della sicurezza del sistema elettrico".

## Dismissione e riconversione
Il 22 dicembre 2021, dopo 59 anni di attività, il gruppo a carbone della centrale termoelettrica è stato spento definitivamente. Il progetto della centrale a ciclo combinato è stato definitivamente accantonato e superato nel 2021.
Nel giugno 2023 sono state demolite le cisterne degli olii combustibili. Nel mese di settembre è iniziata la demolizione del nastro trasportatore che collega l'area a mare col deposito carbonifero e con l'impianto, e la torre che sorge sulla banchina portuale.
Al posto della centrale è stata prevista la realizzazione di un'area per la produzione di idrogeno verde (10 ettari) con un sistema di batterie ad accumulo pronto a servire la rete elettrica in caso di richiesta, di 2.7 ettari riservati ad impianti sportivi, 4 per la logistica e altri 14 per attività produttive. Il progetto "La Spezia Green Hydrogen" prevede l'installazione di due impianti fotovoltaici necessari ad alimentare un elettrolizzatore da 2 Megawatt che produrrà 134 tonnellate di idrogeno verde all'anno destinate a usi industriali sul territorio. Il progetto di ENEL è stato finanziato nell'aprile 2023 con la quasi totalità dei 14 milioni di euro del Piano Nazionale di Ripresa e Resilienza assegnati dal Governo a Regione Liguria per la realizzazione di impianti di produzione di idrogeno rinnovabile in aree industriali dismesse.
Già nel 2020 ENEL Logistics aveva annunciato l'intenzione di realizzare un distripark logistico integrato con altri siti italiani. I conteiner avrebbero dovuto essere movimentati con mezzi elettrici e gestiti da un sistema digitalizzato. Il sito avrebbe dovuto intercettare una parte del flusso merci di quel 40% di navi portacontainer che evita gli scali del Mediterraneo per dirigersi nel nord Europa: le relative lavorazioni e servizi a valore aggiunto sarebbero stati svolti da attività produttive locali.